# Angéline Flückiger-Joly
Pour les articles homonymes, voir Joly et Flückiger.
Angéline Flückiger-Joly, née Joly le 28 février 1974, est une coureuse de fond suisse spécialisée en course en montagne. Elle a remporté le titre de championne du monde de course en montagne longue distance 2004 en remportant Sierre-Zinal, ainsi que le titre de championne suisse de course en montagne en 2005.

## Biographie
Pratiquant la course à pied de manière amateure, Angéline se fait remarquer sur la scène cantonale en parvenant à se classer régulièrement deuxième derrière Fabiola Rueda-Oppliger sur les épreuves régionales.
En 2002, elle s'essaie avec succès à la course en montagne, en s'imposant à Cressier-Chaumont pour sa première participation. Elle confirme son talent pour la discipline en décrochant la médaille de bronze aux championnats suisses de course en montagne courus dans le cadre de Neirivue-Moléson.
Après une encourageante sixième place à Sierre-Zinal en 2002, elle effectue une excellente course en 2003. Parvenant à tenir un rythme plus rapide que prévu, elle se classe deuxième derrière l'Éthiopienne Tsige Worku à une minute de cette dernière.
Forte de sa deuxième place, elle s'élance à nouveau sur Sierre-Zinal, Le 8 août 2004. Effectuant une course stratégique en restant derrière la favorite Isabelle Guillot, elle profite d'une faiblesse de cette dernière pour lancer son attaque. Elle s'empare de la tête et s'offre la victoire, devenant ainsi la première championne du monde de course en montagne longue distance,.
Le 26 juin 2005, elle parvient à dominer la course Montreux-Les-Rochers-de-Naye en battant Fabiola Rueda-Oppliger. Elle s'impose en 1 h 44 min 15 s sur le parcours revenu au tracé d'origine et bat le précédent record féminin détenu par Fabiola. Le 10 juillet, elle prend part aux championnats d'Europe de course en montagne à Heiligenblut. Tandis que les deux favorites Andrea Mayr et Anna Pichrtová se détachent en tête, Angéline effectue une course solide et parvient à battre la double championne d'Europe Svetlana Demidenko pour remporter la médaille de bronze. Mettant à profit son expérience du terrain, elle domine Sierre-Zinal et s'impose en 2 h 55 min 25 s, battant d'une minute le précédent record féminin du parcours détenu par Angela Mudge. Elle devient championne suisse de course en montagne en remportant la course du Cervin à Zermatt.
Elle devient maman l'année suivante en mai et reprend l'entraînement trois semaines après. En octobre, elle termine deuxième à Morat-Fribourg à un peu plus d'une minute derrière Tsige Worku.
En 2007, elle améliore son record aux Rochers-de-Naye, l'abaissant à 1 h 42 min 40 s. Elle termine neuvième du marathon de Berlin 2007 en 2 h 35 min 57 s, lui offrant ainsi la sélection au marathon pour les Jeux olympiques d'été de 2008. Elle doit cependant y renoncer au dernier moment à cause de problèmes intestinaux.
Elle remporte la médaille d'or aux championnats d'Europe de course en montagne 2007 par équipe avec Martina Strähl et Bernadette Meier-Brändle. Le même trio s'empare de la médaille d'argent au Trophée mondial de course en montagne l'année suivante.

## Palmarès

### Route
| Année | Compétition                           | Lieu     | Place | Épreuve          | Performance     |
| ----- | ------------------------------------- | -------- | ----- | ---------------- | --------------- |
| 2005  | Marathon de Zurich                    | Zurich   | 4e    | Marathon         | 2 h 39 min 25 s |
| 2005  | Morat-Fribourg                        | Fribourg | 3e    | Course populaire | 1 h 4 min 53 s  |
| 2006  | Morat-Fribourg                        | Fribourg | 2e    | Course populaire | 1 h 2 min 34 s  |
| 2006  | Course de l'Escalade                  | Genève   | 3e    | Course populaire | 15 min 37 s     |
| 2006  | Course Titzé de Noël                  | Sion     | 3e    | Course populaire | 17 min 31 s     |
| 2007  | Marathon de Berlin                    | Berlin   | 9e    | Marathon         | 2 h 35 min 57 s |
| 2008  | Course de Chiètres                    | Chiètres | 3e    | 15 kilomètres    | 55 min 17 s     |
| 2008  | Championnats suisses de 10 kilomètres | Carouge  | 1re   | 10 kilomètres    | 35 min 15 s     |

### Course en montagne
| no   | féminin            | Course                                                  | Longueur | Départ           | Temps           |
| ---- | ------------------ | ------------------------------------------------------- | -------- | ---------------- | --------------- |
| 77e  | Médaille de bronze | Championnats suisses de course en montagne              | 10,6 km  | 22 juin 2002     | 1 h 19 min 46 s |
| 141e | 6e                 | Sierre-Zinal                                            | 15 km    | 11 août 2002     | 1 h 31 min 58 s |
| 60e  | Médaille d'argent  | Sierre-Zinal                                            | 31 km    | 10 août 2003     | 3 h 17 min 8 s  |
| 65e  | 6e                 | Marathon de la Jungfrau                                 | 42,2 km  | 6 septembre 2003 | 3 h 43 min 33 s |
| 55e  | Médaille d'argent  | Championnats suisses de course en montagne              | 13 km    | 5 juin 2004      | 1 h 0 min 59 s  |
| 37e  | Médaille d'or      | Challenge mondial de course en montagne longue distance | 31 km    | 8 août 2004      | 3 h 9 min 22 s  |
| 8e   | Médaille d'or      | Course Montreux-Les-Rochers-de-Naye                     | 18,8 km  | 26 juin 2005     | 1 h 44 min 15 s |
| 3e   | Médaille de bronze | Championnats d'Europe de course en montagne             | 10 km    | 10 juillet 2005  | 1 h 10 min 44 s |
| 19e  | Médaille d'or      | Sierre-Zinal                                            | 31 km    | 14 août 2005     | 2 h 55 min 35 s |
| 35e  | Médaille d'or      | Championnats suisses de course en montagne              | 14,3 km  | 21 août 2005     | 1 h 18 min 27 s |
| 10e  | Médaille d'or      | Course Montreux-Les-Rochers-de-Naye                     | 18,8 km  | 24 juin 2007     | 1 h 42 min 40 s |
| 5e   | 5e                 | Championnats d'Europe de course en montagne             | 8,5 km   | 8 juillet 2007   | 53 min 45 s     |
| 14e  | Médaille d'or      | Course Montreux-Les-Rochers-de-Naye                     | 18,8 km  | 29 juin 2008     | 1 h 46 min 40 s |

## Records
| Épreuve       | Performance     | Date              | Lieu     |
| ------------- | --------------- | ----------------- | -------- |
| 5 kilomètres  | 16 min 58 s 7   | 11 novembre 2006  | Martigny |
| 10 kilomètres | 35 min 15 s 2   | 20 septembre 2008 | Carouge  |
| 15 kilomètres | 53 min 32 s 4   | 17 mars 2007      | Chiètres |
| 10 miles      | 59 min 45 s     | 10 mars 2008      | Berne    |
| Semi-marathon | 1 h 19 min 53 s | 26 octobre 2003   | Lausanne |
| Marathon      | 2 h 35 min 57 s | 30 septembre 2007 | Berlin   |